# Vanguard (człon rakiety)
Vanguard – amerykański człon rakiet nośnych. Był pierwszym członem rakiet Vanguard. Używany w końcu lat 50. XX w. Napędzany silnikiem rakietowym X-405, na naftę i ciekły tlen.